# Теклін (Пйотрковський повіт)
Теклін (пол. Teklin) — село в Польщі, у гміні Ленки-Шляхецькі Пйотрковського повіту Лодзинського воєводства.
Населення — 90 осіб (2011).
У 1975-1998 роках село належало до Пйотрковського воєводства.

## Демографія
Демографічна структура станом на 31 березня 2011 року:
|          | Загалом | Допрацездатний вік | Працездатний вік | Постпрацездатний вік |
| -------- | ------- | ------------------ | ---------------- | -------------------- |
| Чоловіки | 44      | 12                 | 29               | 3                    |
| Жінки    | 46      | 11                 | 25               | 10                   |
| Разом    | 90      | 23                 | 54               | 13                   |